# Софіївка (Краматорська міська громада)
Софі́ївка — селище Краматорської міської громади Краматорського району Донецької області України. Розташоване на річці Маячка. Відстань до райцентру становить близько 8 км і проходить автошляхом місцевого значення.

## Населення

### Мова
Розподіл населення за рідною мовою за даними перепису 2001 року:
| Мова       | Кількість | Відсоток |
| ---------- | --------- | -------- |
| українська | 565       | 61.95%   |
| російська  | 347       | 38.05%   |
| Усього     | 912       | 100%     |

За даними перепису 2001 року населення селища становило 912 осіб, із них 61,95% зазначили рідною мову українську, 38,05% — російську.